# Villazopeque
Villazopeque ist ein nordspanischer Ort und eine Gemeinde (municipio) mit 52 Einwohnern (Stand: 2024) im Westen der Provinz Burgos in der Autonomen Gemeinschaft Kastilien und León.

## Lage und Klima
Villazopeque liegt in der Kastilischen Hochebene (meseta) in einer Höhe von ca. 795 m ca. 30 km westnordwestlich von Burgos. Der Río Arlanzón begrenzt die Gemeinde im Süden und Osten. Die Temperaturen sind im Winterhalbjahr durchaus kalt, im Sommer dagegen warm bis heiß; Regen (ca. 549 mm/Jahr) fällt übers Jahr verteilt. 
Durch die Gemeinde führt die Autovía A-62 von Burgos nach Palencia und Valladolid.

## Bevölkerungsentwicklung
| Jahr      | 1970 | 1981 | 1991 | 2001 | 2011 | 2021 |
| Einwohner | 140  | 107  | 101  | 88   | 63   | 52   |

## Sehenswürdigkeiten
- Johanneskirche (Iglesia de San Juan)

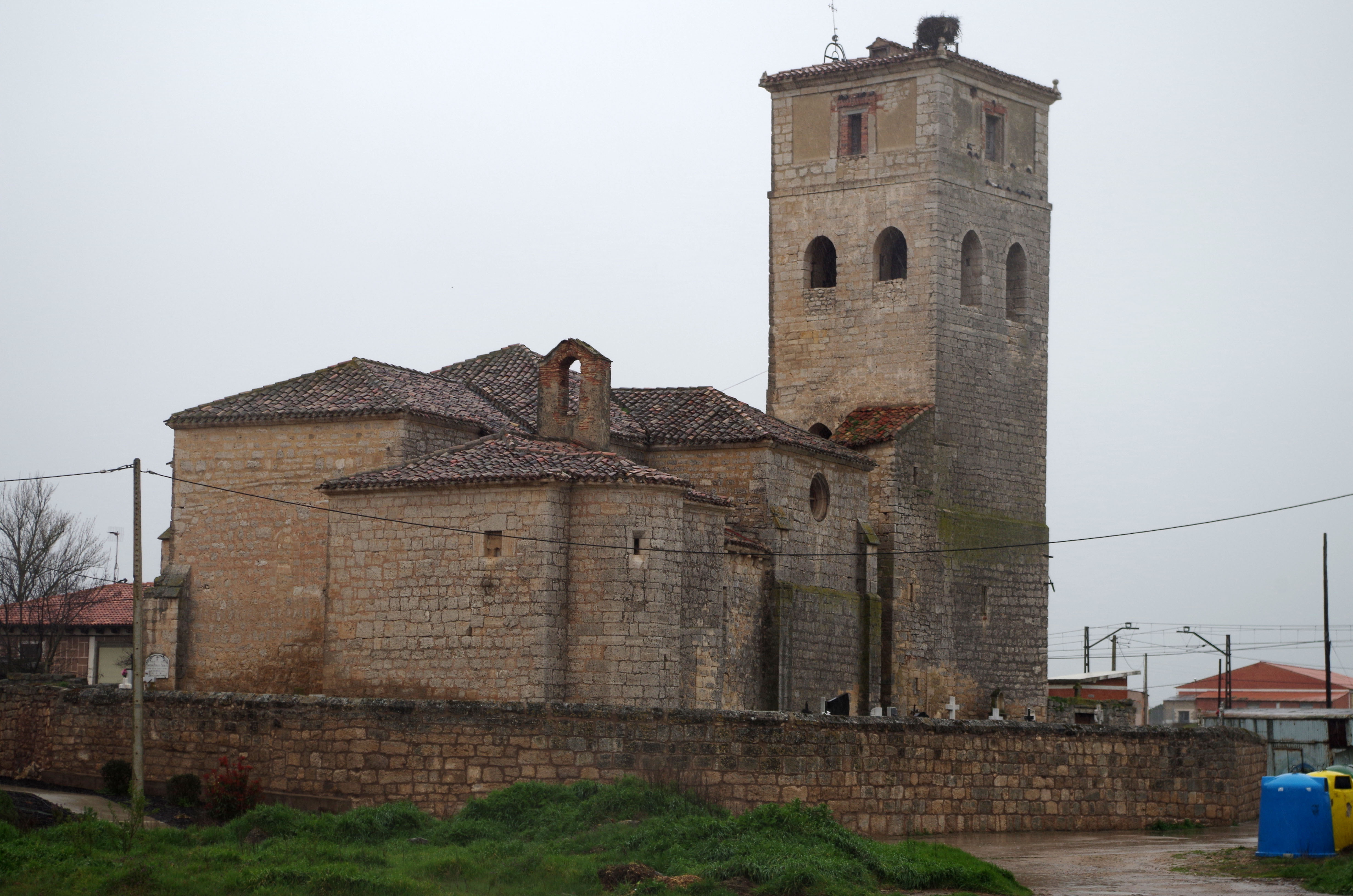
Johanneskirche